# Muisjes
Muisjes zijn een broodbeleg dat van anijszaadjes wordt gemaakt en met roze, blauwe of witte suikerlaag gepilleerd wordt. Muisjes kunnen zowel in korrelvorm worden gegeten (de echte muisjes) als fijngemalen, de gestampte muisjes.

## Muisjes
De naam muisjes vindt zijn oorsprong in de vorm van het anijszaadje dat met zijn ovaalvormig lichaam en het lange staartje veel lijkt op een muis en de muis vroeger als het symbool van de vruchtbaarheid werd beschouwd. Muisjes werden en worden in Nederland vooral na de geboorte van een kind gegeten, het bekende beschuit met muisjes. In andere landen is dit gebruik volkomen onbekend. Het woordmerk "Muisjes" is een geregistreerd merk van Koninklijke De Ruijter B.V.

## Productie
Het anijszaad dat voor de fabricage van muisjes wordt gebruikt, is voornamelijk afkomstig uit Spanje. Het wordt voor verwerking eerst gezeefd. Alle stof- en vuildeeltjes en te grote en te kleine zaadjes worden eruit gehaald. Na het zeven wordt het zaad in grote, ronde, koperen ketels gedaan. Dit zijn zogenaamde drageerpannen waarin 50 kilo kan. Deze schuinstaande pannen draaien rond en het anijszaad wordt besproeid met suikerwater, een waterige oplossing van suiker, glucosestroop en poedersuiker. Dit zorgt ervoor dat de poedersuiker op het zaadje blijft plakken. Door de hoge temperatuur verdampt het water waarna de suiker achterblijft, zo wordt een suikerlaagje gevormd. Dit proces wordt vele malen herhaald totdat het suikerjasje dik genoeg is. Het laatste gedeelte van het productieproces is het kleuren en glanzen van de muisjes. Voor het glanzen wordt carnaubawas gebruikt. Als kleurstof voor roze muisjes wordt karmijnzuur gebruikt, voor de blauwe muisjes is dit indigotine. Na het kleuren en glanzen moeten de muisjes gedroogd worden. Het product gaat dan gedurende 36 uur de droogkamer in zodat het suikerlaagje hard en krokant kan worden. De muisjes worden ten slotte machinaal verpakt.

## Oorsprong
Het gebruik om anijs in suiker te dopen gaat terug tot de zestiende eeuw. In adellijke en rijke, burgerlijke kringen van Frankrijk at men toen anijs, venkel en koriander, gekonfijt in suiker om het beter te verteren. Ook bijvoorbeeld pistache, stukken kaneel, citroen, muskus en andere welriekende en aromatische wortels werden toen ingelegd of bedekt met een heel harde laag suiker.